# Country Music Association Awards
Country Music Association Awards é uma premiação anual da música country dos EUA.